# Gustaf Adolf Lindstedt
Gustaf (Gösta) Adolf Lindstedt, född 11 september 1886 i Österlövsta församling i Uppsala län, död 16 augusti 1937 i Kungsholms församling i  Stockholm, var en svensk civilingenjör och företagare och känt som grundare av AB Galco.

## Biografi

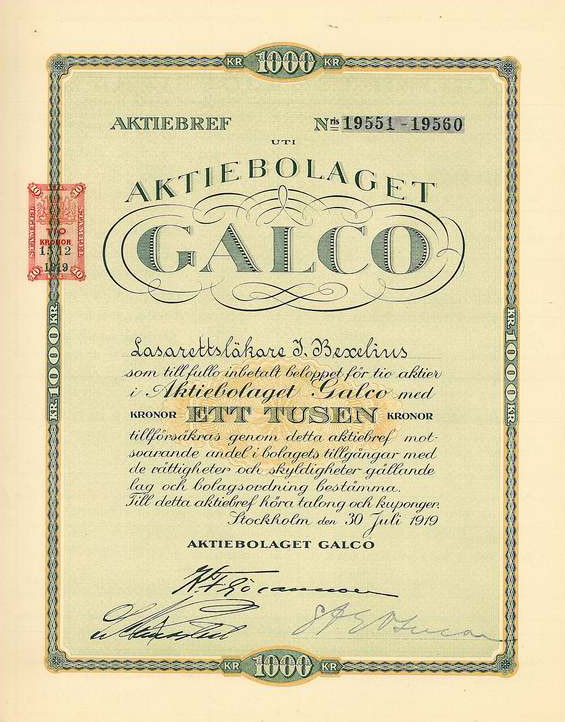
Galco aktiebrev, 1919.

Gustaf Adolf Lindstedt föddes 1886. Han var son till provinsialläkaren Adolf Fredrik Lindstedt i Ängelholm och rösträttsaktivist Sofi Lindstedt. Lindstedt tog studentexamen i Helsingborg 1906 och genomgick därefter den mekaniska avdelningen vid KTH i Stockholm. Han bildade under första världskriget företaget G.A. Lindstedt & Co. Det rörde sig om en mekanisk verkstad i maskinbranschen som sedermera ombildades till aktiebolaget AB Galco med Lindstedt som verkställande direktör. Verksamheten låg på Hälsingegatan 41 och kontoret på Norra Bantorget. Man hade dessutom kontor i bland annat New York och S:t Petersburg. Det var en alldeles för stor organisation som inte motsvarades av intäkterna.
Lindstedt lämnade AB Galco som rekonstruerades 1923 under en ny ledning bestående av Gustaf Larson, teknisk chef och Gustaf Winqvist, verkställande direktör. Bolaget skulle bli känt för att ha utvecklat Agrippa-pärmen och som platsen där Volvos tio prototyper av Volvo ÖV 4 tillverkats.
Efter tiden på Galco var Lindstedt knuten till flera olika företag tills han 1927 startade AB Linham. Där var han chef fram till sin död 1937. Han gravsattes den 22 augusti 1937 på Norra begravningsplatsen.

### Noter

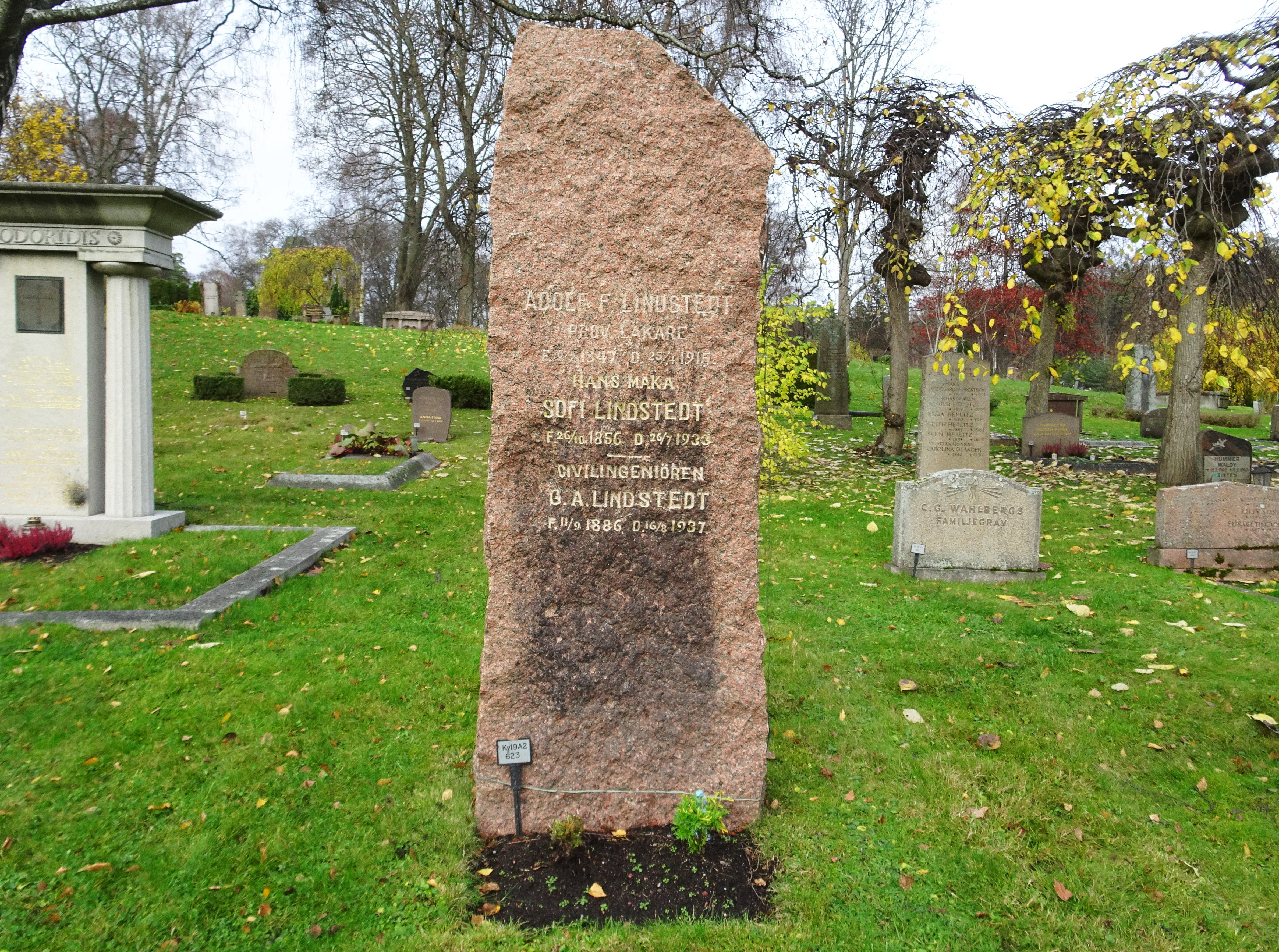
Lindstedts familjegrav på Norra begravningsplatsen.